# Andrés Nin

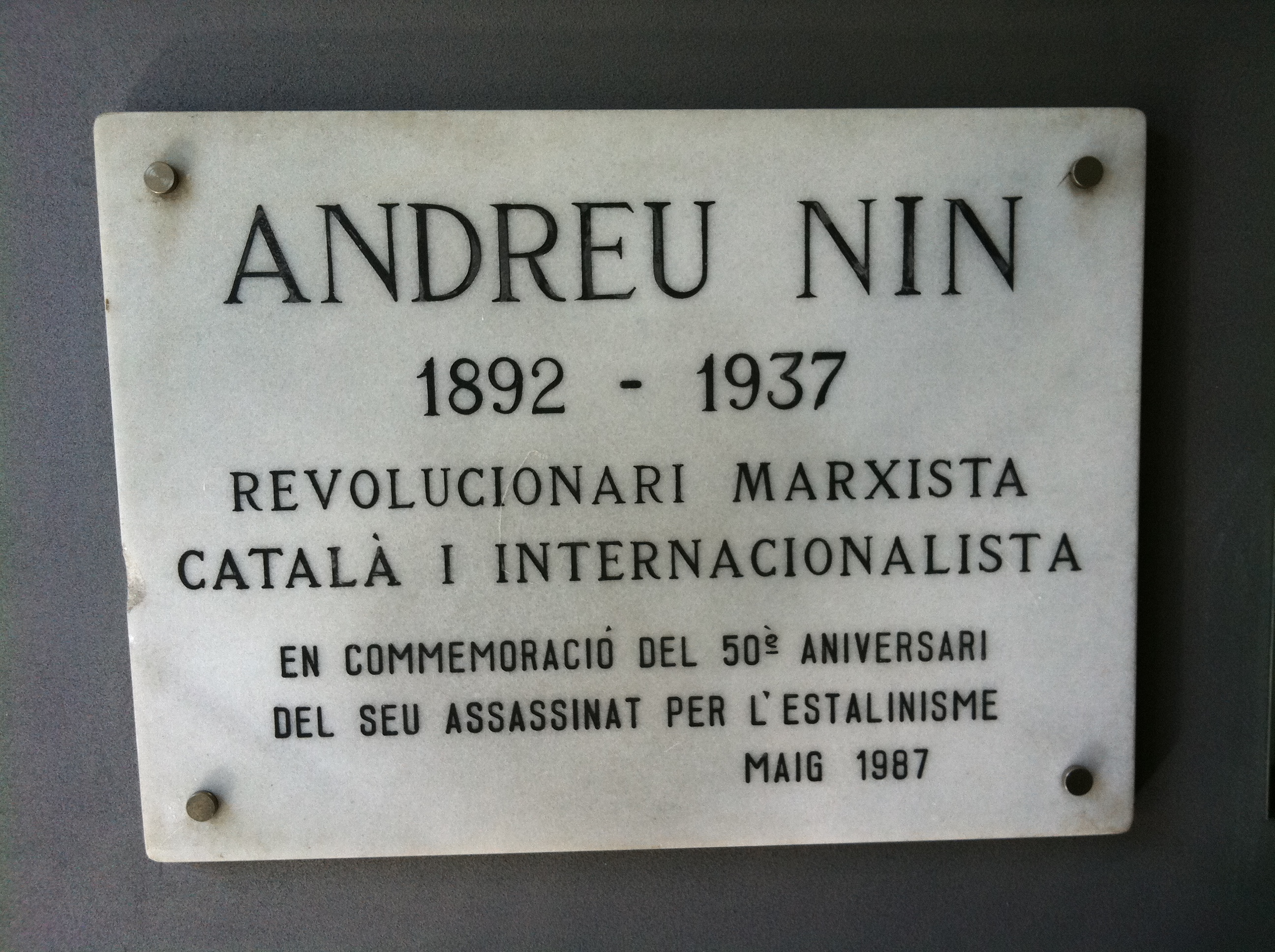
Targa commemorativa a Barcellona.

Andreu Nin i Pérez (El Vendrell, 4 febbraio 1892 – Madrid, 22 giugno 1937) è stato un politico e antifascista spagnolo.

## Biografia
Cresciuto nella cittadina catalana di El Vendrell in una famiglia modesta (suo padre era una ciabattino e sua madre una bracciante agricola), Nin si trasferisce a Barcellona nel 1911 con la qualifica di maestro. Insegna per qualche tempo in una scuola laica e libertaria, prima di diventare giornalista e attivista politico. Aderisce prima al partito nazionalista repubblicano Uniò Federal Nacionalista Republicana (UFNR), successivamente nel 1914 entra nel Partito Socialista Operaio Spagnolo (Partido Socialista Obrero Español, PSOE) e il 13 dicembre dello stesso anno è iniziato in Massoneria nella Loggia Adelante n. 8, di Barcellona e adotta il nome simbolico di Pestalozzi. Il 28 gennaio 1917 riceve il secondo e il terzo grado e lo stesso anno diviene Maestro Venerabile della Loggia Justicia n. 9. Nel 1915 si era aperto un periodo di crisi. Per circa due anni si ritira dall'attività politica, fin quando le notizie della Rivoluzione russa riaccendono le sue speranze. Nel 1919 lascia però il PSOE poiché non risponde alle sue aspettative rivoluzionarie ed entra così nella Confederazione Nazionale del Lavoro (Confederación Nacional del Trabajo, CNT), la confederazione sindacale anarchica spagnola, su posizioni sindacaliste rivoluzionarie.

## Il periodo in Unione Sovietica
Insieme a Joaquín Maurín, anima la corrente sindacalista rivoluzionaria interna alla CNT e nel 1920, a causa dell'incarcerazione del segretario generale Evelio Boal assume il suo incarico. Nel 1921, alla Conferenza Nazionale della CNT, viene scelto, insieme a Joaquin Maurin, come delegato del sindacato al congresso per la fondazione dell'Internazionale Comunista in Russia. Lì vi rimane al termine del congresso come rappresentante della CNT, ma il suo ruolo non verrà riconosciuto dal suo sindacato a causa della repressione messa in atto dai bolscevichi contro il movimento anarchico in Russia. A Mosca abbraccia le idee marxiste e ricopre l'incarico di segretario internazionale dei sindacati rossi (Profintern), occupandosi in particolar modo dei paesi latini. Durante i duri anni della lotta per il potere tra Stalin e le opposizioni interne e già nel 1927, secondo la testimonianza di Victor Serge,  Nin entra a far parte del Comitato Internazionale dell'Opposizione di sinistra (guidata da Lev Trotsky) con il compito di sfruttare la sua relativa libertà di movimento per organizzare le reti clandestine dei suoi compagni. Ma ben presto le repressione colpisce anche lui. Nel 1928 assiste al IV Congresso dell'Internazionale sindacale rossa senza poter intervenire e nel 1929 viene espulso dall'Unione Sovietica. Arriva a Barcellona nel 1930 insieme alla sua famiglia.

## Il ritorno in Spagna e la Sinistra Comunista
Di ritorno in Spagna, Nin fu centrale nella formazione della Sinistra Comunista di Spagna (Izquierda Comunista de España, ICE), un partito politico leninista e filotrotzkista affiliato all'Opposizione Internazionale di Sinistra; inoltre fu, con José Maria Loredo Aparicio, presidente della seconda conferenza di questo partito il 26 marzo 1932. Tuttavia, l'ICE risultò largamente minoritario ed isolato. Nin, dopo l'avvicinamento con il Blocco Operaio e Contadino (Bloque Obrero y Campesiño, BOC), fondato dal suo vecchio compagno Joaquin Maurin, durante la Rivoluzione delle Asturie nel 1934, sosteneva l'unificazione con questo partito, mentre Trotsky era più propenso ad una strategia entrista nella Gioventù Socialista Spagnola che portasse ad un aumento della militanza nell'ICE. Nin era contrario alla proposta del dirigente bolscevico poiché nella grande organizzazione socialista le loro forze si sarebbero disperse, mentre preferiva il partito di Maurin, piccolo ma con un radicamento significativo in Catalogna.

## Il POUM e il Fronte Popolare
Alla fine, Nin ruppe con Trotsky e con l'Opposizione di Sinistra su questa questione ed il progetto di fusione si compì. Nel 1935, i due partiti si unirono per formare il Partito Operaio di Unificazione Marxista (Partido Obrero de Unificación Marxista, POUM), alternativo al PCE, invece legato alla Terza Internazionale ed a Stalin.
Dopo la vittoria del Fronte Popolare nelle elezioni del 1936, di cui il POUM faceva parte, Nin divenne consigliere di giustizia nella da poco costituita Generalitat della Catalogna, da cui, diversi mesi dopo, fu costretto a dimettersi dietro forti pressioni del PSUC, il partito dei comunisti catalani.
Dopo che alla Catalogna fu garantita una larga autonomia da parte del governo repubblicano nei primi mesi della guerra civile, Nin diventò membro del governo catalano, guidato da Lluís Companys i Jover di Esquerra Republicana de Catalunya (ERC), ma, a causa delle pressioni dell'Unione Sovietica, l'unica finanziatrice della Repubblica nella guerra, fu rimosso dal ruolo insieme agli altri membri del POUM.

## L'arresto e la morte
Nel maggio del 1937 la tensione che si era accumulata a Barcellona sfociò in violenze che videro opporsi da un lato anarchici ed aderenti al POUM e dall'altro i comunisti del PSUC, ERC, Estat Català e il governo della Generalitat (le Giornate di maggio). A seguito della repressione del governo catalano, il PCE richiese l'arresto di Nin e lo scioglimento del POUM, ma Francisco Largo Caballero, a capo del governo repubblicano, vi si oppose. A Caballero subentrò però Juan Negrín, ed il governo Negrín il 16 giugno dissolse per decreto il POUM ed ordinò l'arresto di Nin, che fu arrestato il 16 giugno davanti alla sede del suo partito ne La Rambla a Barcellona. Tra il 18 ed il 21 giugno Nin fu più volte interrogato, torturato e finì assassinato, probabilmente nella notte del 22 giugno, dagli agenti della polizia segreta sovietica (NKVD), per ordine del generale Alexander Orlov, nella prigione di Alcalá de Henares.